# Heteromigas
Heteromigas es un género de arañas migalomorfas de la familia Migidae. Se encuentra en Australia.

## Lista de especies
Según The World Spider Catalog 11.5:
- Heteromigas dovei Hogg, 1902
- Heteromigas terraereginae Raven, 1984